# 대한민국 헌법 제67조
대한민국 헌법 제67조는 대한민국 헌법의 조항이다. 대통령 선출에 관한 규정으로 모두 5항으로 구성되어 있다.

## 본문
① 대통령은 국민의 보통·평등·직접·비밀선거에 의하여 선출한다.

② 제1항의 선거에 있어서 최고득표자가 2인이상인 때에는 국회의 재적의원 과반수가 출석한 공개회의에서 다수표를 얻은 자를 당선자로 한다.

③ 대통령후보자가 1인일 때에는 그 득표수가 선거권자 총수의 3분의 1이상이 아니면 대통령으로 당선될 수 없다.

④ 대통령으로 선거될 수 있는 자는 국회의원의 피선거권이 있고 선거일 현재 40세에 달하여야 한다.

⑤ 대통령의 선거에 관한 사항은 법률로 정한다.

## 내용
대통령의 선출과 피선거권에 관한 규정을 담고 있다. 대한민국 헌법 제41조 1항의 국회의원 선출 규정과 마찬가지로 보통·평등·직접·비밀선거에 의하여 선출하도록 정하고 있다. 대통령의 선거에 관한 사항은 공직선거법에 대통령 당선자에 관하여서는 대통령직 인수에 관한 법률이 제정되어 있다.

## 같이 보기
- 대한민국 헌법 제4장